# سيفر بي كيه
علي حسن  (10 مايو 1996) المعروف على الإنترنت باسم SypherPK، هو صانع يوتيوب ومُبث مباشر على تويتش أمريكي معروف ببث الألعاب ومقاطع الفيديو التي تركز حول لعبة الفيديو عبر الإنترنت فورتنايت. اعتبارًا من 3 فبراير 2025، أصبح لديه القناة رقم 22 الأكثر متابعة على منصة تويتش و10.3 مليون مشترك على يوتيوب.

## حياته المهنية
حسن من أصل فلسطيني أردني. في عام 2015، بدأ ممارسة الألعاب بشكل كامل. في نوفمبر 2018، فشل في التأهل إلى نهائيات  شتاء فورتنايت. في يوليو 2020، واجه ردود فعل عنيفة بعد أن ادعى أحد مستخدمي تك توك، أنه تم حظره بشكل غير عادل من دردشة سيفر بي كيه. في رده على الموقف على تويتر، أنكرت شركة سيفر بي كيه ارتكاب أي مخالفات.
في أكتوبر 2020، تعاون هو وزميله KittyPlays، لاعب تويتش، مع خدمة التسوق عبر الإنترنت Klarna لإطلاق حملة بعنوان Playing For Keeps.
في نوفمبر 2020، وقع اتفاقية بث حصرية مع منصة البث تويتش. في فبراير 2021، كشفت فورتنايت عن تعاونها مع  سيفر بي كيه. في عام 2021، أنشأ خط ملابس يُعرف باسم المظلة المعدنية. كان هدف هذه الشركة هو إنشاء أكثر من مجرد بضائع مؤثرة، ودمج حب  سيفر بي كيه للأنمي والموضة. المظلة المعدنية هي توسعة لعلامته التجارية.
في يونيو 2022، دخل في شراكة مع شركة السيارات اليابانية هوندا كجزء من حدث في لعبة فورتنايت. في سبتمبر 2022، تم إصدار مجموعة ملابس ومستحضرات تجميل قابلة للشراء في اللعبة تحمل صورته.

## الجوائز والترشيحات
| سنة  | احتفال                            | فئة                               | نتيجة | المراجع |
| ---- | --------------------------------- | --------------------------------- | ----- | ------- |
| 2022 | حفل توزيع جوائز ستريمي الثاني عشر | سلسلة ذات علامة تجارية            | مُرَشَّح  | [ 15 ]  |
| 2023 | جوائز اللعبة                      | منشئ المحتوى لهذا العام           | مُرَشَّح  | [ 16 ]  |
| 2023 | فوربس 30 تحت 30                   | ألعاب                             | مُضَمَّن  | [ 17 ]  |
| 2023 | جوائز البث المباشر                | أفضل بث مباشر لألعاب الباتل رويال | مُرَشَّح  | [ 18 ]  |

## إنجازاته
إنجازات المشتركين
- مليون مشترك: سبتمبر 2018
- 2 مليون مشترك: سبتمبر 2019
- 5 ملايين مشترك: فبراير 2021
- 10 مليون مشترك: نوفمبر 2024[19]

معالم مشاهدة الفيديو
- 100 مليون مشاهدة: 23 سبتمبر 2018
- 500 مليون مشاهدة: 19 مايو 2020
- 600 مليون مشاهدة: 6 يوليو 2020
- 800 مليون مشاهدة: 16 نوفمبر 2020[19]
- 900 مليون مشاهدة: 25 يناير 2021
- مليار مشاهدة: 29 مارس 2021

إنجازات تويتش
- مليون متابع: يونيو 2018[20]
- 5 مليون متابع: ديسمبر 2021

## روابط خارجية
- سيفر بي كيه على موقع IMDb (الإنجليزية)